# Insomniac
Insomniac es el cuarto álbum de Green Day, lanzado en 1995 por Reprise Records. Aunque en los Estados Unidos alcanzó el número 2 en las listas de ventas y llegó al doble disco de platino, Insomniac no tuvo tanto éxito como su predecesor, Dookie, pues fue marcado por una música y unas letras más oscuras y pesimistas, pero aun así Insomniac vendió más de 8'500,000 de copias en todo el mundo transformándose en uno de los discos más exitosos de la carrera de la banda.
Sus canciones fueron duramente criticadas por la prensa, ya que sus letras eran muy explícitas, como en la canción "Brat", en la que habla de un chico que espera que sus padres mueran para cobrar una herencia.
El disco se lanzó originalmente en tres formatos: vinilo, CD y casete. En 2009 se reeditó (con el resto de la discografía del grupo) el disco de vinilo. 
El álbum es el tercer álbum más vendido detrás de Dookie y American Idiot con ventas en más de 5'800,000 de copias en todo el mundo y 2'900,000 en los EE. UU. solamente. Insomniac fue reeditado en vinilo el 12 de mayo de 2009. El álbum originalmente iba a llamarse "Tight Wad Hill", como la pista decimotercera en el álbum, pero fue renombrada como "Insomniac"

## Portada
El collage de la portada del álbum fue creado por Winston Smith y se llama "God Told Me to Skin You Alive", una referencia a la canción de Dead Kennedys "I Kill Children". Curiosamente, la portada contiene una imagen (el dentista) que se utilizó originalmente en un collage aparece en la portada interior del álbum de Dead Kennedys "Plastic Surgery Disasters". La portada cuenta con varias imágenes ocultas: una mujer desnuda, tres hadas, y varios otros rostros fantasmales en las llamas. También hay tres cráneos en la portada del álbum completo y nuevo - una para cada miembro de la banda.

## Recepción
Insomniac no tuvo las ventas grandes o Airplay como los sencillos de Dookie, pero en general fue bien recibida por los críticos. Que ganó cuatro de cinco estrellas de la revista Rolling Stone, que dijo que "en el punk, lo bueno en realidad se desarrolla y cobra sentido a medida que escucha sin renunciar a ninguna de su inmediatez eléctrica, fuera de control. "Entertainment Weekly" le dio al álbum un B con elogios por Billie Joe Armstrong, afirmando que:. "Los fans no deben preocuparse acerca de Armstrong, un nuevo padre, rhapsodizing más de las alegrías de cambiar pañales o quejarse de ser una estrella de rock ricos. Una vez más, las canciones se refieren la historia de un patético auto-odio "bobo", cuyo sentido de autoestima está continuamente reducida a escombros por varios tirones, las figuras de autoridad, y elitistas culturales, en comparación, el sonido de Green Day exactamente el mismo que en su primer álbum, aunque con una producción nítida y, siniestramente, una degeneración palpable en su sentido del humor. Los pocos indicios de crecimiento son bastante microscópicas: un borde más duro metálico a algunas de las canciones.. y letras que son más sombrías que las de "Dookie". Allmusic igualmente señaló que "mantuvieron su plan e hizo un tono más oscuro. A lo largo de Insomniac, pero el álbum no es una confesión cruda en el nivel de Nirvana con" In Utero ". ... Aunque nada en el disco es tan inmediata como "Basket Case" o "Longview", la banda ha ganado un poderoso golpe sonoro, que va directamente a los intestinos, pero sacrifica el borde primas que tan desesperadamente desea mantener y hace que el registro un poco domesticado. Billie Joe sigue siendo hoy en día un talentoso cantautor, que no ha dejado de sorprender a sus fanes y los fanáticos de Green Day con su astucia al escribir sus letras metafóricas y sus ritmos llenos del más puro Punk Rock.

## Singles y el gran éxito comercial
El primer sencillo de Insomniac fue "Geek Stink Breath". La canción fue muy popular tanto en estaciones de radio de cuarenta y modernos de rock y en el número 27 en el Billboard Hot 100 Airplay. Fue sobre todo bien recibido por los críticos. Se ha tocado en directo en gran medida durante la carrera de Green Day y en la mayoría de los espectáculos durante el "21St Century Breakdown World Tour"
El segundo sencillo, lanzado como un solo material exclusivamente en el Reino Unido, era "Stuck with Me". La canción fue un éxito moderado en el Reino Unido, Australia y Nueva Zelanda. 
El tercer sencillo del álbum fue "Brain Stew / Jaded". Curiosamente, los dos fueron canciones separadas (pistas 10 y 11 de Insomniac), pero fueron liberados juntos como un solo y un vídeo musical. Ambos son las canciones más destacadas del álbum, convirtiéndose en favoritos de los fanes, los dos de ellos se realiza con frecuencia en los conciertos de Green Day.
El último sencillo del álbum fue "Walking Contradiction". La canción fue un éxito menor en comparación con los otros "singles" de Insomniac, se colocó en el puesto N.º 21 en el "Billboard Modern Rock Tracks". Sin embargo, su vídeo musical se convirtió en uno de los más conocidos de la banda

## Lista de canciones
Todas las letras escritas por Billie Joe Armstrong, excepto donde este anotado, toda la música compuesta por Green Day. 
| N.º   | Título                                           | Duración |  |
| 1.    | «Armatage Shanks»                                | 2:17     |  |
| 2.    | «Brat»                                           | 1:43     |  |
| 3.    | «Stuck with Me»                                  | 2:16     |  |
| 4.    | «Geek Stink Breath»                              | 2:15     |  |
| 5.    | «No Pride»                                       | 2:19     |  |
| 6.    | «Bab's Uvula Who?»                               | 2:08     |  |
| 7.    | «86»                                             | 2:47     |  |
| 8.    | «Panic Song» (letras por Mike Dirnt y Armstrong) | 3:35     |  |
| 9.    | «Stuart and the Ave.»                            | 2:03     |  |
| 10.   | «Brain Stew»                                     | 3:13     |  |
| 11.   | «Jaded»                                          | 1:30     |  |
| 12.   | «Westbound Sign»                                 | 2:12     |  |
| 13.   | «Tight Wad Hill»                                 | 2:01     |  |
| 14.   | «Walking Contradiction»                          | 2:31     |  |
| 32:40 |                                                  |          |  |

| Edición Japonesa |                                                            |          |  |
| N.º              | Título                                                     | Duración |  |
| 15.              | «I Wanna Be on T.V.» (interpretada originalmente por Fang) | 1:17     |  |
| 33:66            |                                                            |          |  |

| Edición del Tour Australiano CD 2 (Live Tracks EP) |                                    |          |  |
| N.º                                                | Título                             | Duración |  |
| 1.                                                 | «Welcome to Paradise» (En vivo)    | 3:44     |  |
| 2.                                                 | «One of My Lies» (En vivo)         | 2:19     |  |
| 3.                                                 | «Chump» (En vivo)                  | 2:59     |  |
| 4.                                                 | «Longview» (En vivo)               | 3:59     |  |
| 5.                                                 | «Burnout» (En vivo)                | 2:07     |  |
| 6.                                                 | «2,000 Light Years Away» (En vivo) | 2:24     |  |

## Videos/sencillos
1. "Geek Stink Breath"
2. "Stuck With Me"
3. "Brain Stew/Jaded"
4. "Walking Contradiction"

## Posicionamiento
| Australian Albums Chart                | 1 |
| Austrian Albums Chart                  | 8 |
| Argentinean Albums Chart               | 1 |
| Canadian Albums Chart                  | 1 |
| Denmark Albums Chart                   | 3 |
| Dutch Albums Chart                     | 2 |
| Finnish Albums Chart                   | 4 |
| France Albums Chart                    | 6 |
| German Album Charts                    | 5 |
| Greek Albums Chart                     | 2 |
| Hungarian Albums Chart                 | 1 |
| Irish Albums Chart                     | 2 |
| Italian Albums Chart                   | 2 |
| Japanese Albums Chart                  | 1 |
| Mexican Albums Chart                   | 2 |
| Norwegian Albums Chart                 | 2 |
| Poland Albums Chart                    | 2 |
| Portugal Albums Chart                  | 8 |
| Scottish Albums Chart                  | 3 |
| Spain Albums Chart                     | 5 |
| Swedish Albums Chart                   | 3 |
| Swiss Albums Chart                     | 1 |
| UK Albums Chart                        | 1 |
| UK Rock Albums                         | 1 |
| U.S. Billboard 200                     | 2 |
| U.S. Billboard Rock Albums             | 4 |
| U.S. Billboard Alternative Albums      | 4 |
| U.S. Billboard Digital Albums          | 2 |
| U.S. Billboard Tastemaker Albums Chart | 2 |

## Personal
- Billie Joe Armstrong - Vocalista, guitarra
- Mike Dirnt - Bajo, coros
- Tré Cool - Batería

## Producción
- Green Day, Rob Cavallo - productores
- Jerry Finn - Mezcla
- Winston Smith - Arte